# Vissarion
Sergey Anatol'yevitch Torop (em russo:  Сергей Анатольевич Тороп - Sergey Anatol'evich Torop) (14 de janeiro de 1961, Krasnodar, Rússia), conhecido pelos seus seguidores como Vissarion (Виссарион) é um místico e líder religioso russo.

## Biografia
Vissarion nasceu em Krasnodar. Após servir o Exército Vermelho ele se fixou em Minusinsk. Trabalhou como guarda rodoviário do Estado antes de perder o emprego em 1989. Em maio de 1990, aos 29 anos de idade, Vissarion declarou ter experimentado uma revelação mística e em 1991 ele teria nascido como Vissarion, o Jesus Cristo retornado, realizando o seu primeiro discurso público em Minusinsk no dia 18 de agosto de 1991.
Desde então fundou e lidera um movimento conhecido como a "Igreja do Último Testamento" com a sua sede na taiga siberiana na Depressão de Minusinsk ao leste de Abakan, ao sudeste de Kuraginsk, distrito do território de Krasnoyarsk. Vissarion possui cerca de 4.000 seguidores (chamados vissarionitas) em cerca de trinta vilas ao redor da sua sede na "Morada do Amanhecer" além de aproximadamente 10.000 seguidores ao redor do mundo.

## Doutrina
Vissarion afirma ser a reencarnação de Jesus Cristo. Ele prega a reencarnação, a subsistência vegetariana e o fim do mundo eminente, ou da civilização tal como a conhecemos. Ele fundou a "Igreja do Último Testamento" (em russo:  Церковь Последнего Завета - Tserkov' Poslednego Zaveta), também conhecida como a "Comunidade da Fé Unida".
No seu sistema ele não faz de si próprio Deus mas se auto-intitula a palavra de Deus. A sua religião combina elementos da Igreja Ortodoxa Russa com o Budismo, apocalipticismo, coletivismo e valores ecológicos. O seus seguidores observam regras muito restritivas, são vegetarianos, e vícios como tabagismo e consumo alcoólico não são permitidos, além de ignorarem o uso do dinheiro. O grupo tem como objetivo unir todas as religiões da terra.

## Organização
Tiberkul, o assentamento na região da taiga siberiana, foi estabelecido em 1994 em um território de 2.500km² e hoje conta com cerca de 5.000 habitantes, na sua maioria das regiões vizinhas e praticam a sustentabilidade ecológica. A área é localizada aos redor das vilas de Petropavlovka e Cheremshanka nas coordenadas 53° 53′ N, 93° 45′ L. O complexo é estabelecido em três principais divisões: a cidade em si denominada "Morada do Amanhecer", a "Morada Celestial", e o "Pico do Templo". Em outubro de 1995 a associação religiosa de Vissarion foi oficialmente registada como "Igreja do Último Testamento".

## Vida pessoal
Vissarion tem duas mulheres e seis filhos dos dois casamentos. Ele se divorciou da sua primeira esposa para se casar com uma rapariga de 19 anos de idade, que fora educada pela família de Vissarion desde os 7 anos. Vissarion tem uma irmã chamada Irina e considera Maria, mãe de Jesus, a sua própria mãe. A mãe biológica de Vissarion se chama Nadejda.

## Prisão
No dia 22 de Setembro de 2020, Vissarion foi preso pelas autoridades russas juntamente com dois dos seus auxiliares. As acusações envolvem extorsão de dinheiro, danos médios e graves à saúde física e mental dos seus seguidores, danos morais e fraude em grande escala.  Foi condenado a 12 anos de prisão.

## Interpretação
O secto estimado de Vissarion é de cerca de 10.000 fiéis, chegando a até 50.000 no total de 83 comunidades distribuídas por 150.000km².
Desde 1992 o biógrafo Vadim Redkin tem publicado um volume anual com as atividades de Vissarion. O líder religioso atraiu um certo número de seguidores da subcultura esotérica na Alemanha sendo que sete volumes dos trabalhos de Vadim já foram traduzidos para o alemão.
Em março de 2010 a rede de TV  Channel 4 do Reino Unido exibiu um documentário de uma hora sobre Vissarion e os seus seguidores.